# José Luis García Raya
José Luis García Raya (Guadix, 11 de febrer de 1941 - la Herradura, Almuñécar 2009) fou un polític socialista andalús. Estudià magisteri i treballà com a funcionari del Servicio Nacional de Productos Agrarios (SENPA). Alhora, milità en el PSOE, partit amb el qual fou elegit diputat per la província de Zamora a les eleccions generals espanyoles de 1982. No es presentà a les eleccions i fou elegit diputat a les eleccions al Parlament Europeu de 1987. Al Parlament Europeu fou vicepresident de la Comissió de Control Pressupostari i membre de la Delegació per a les relacions amb els països de l'Amèrica Central i del Grup Contadora.
No es presentà a la reelecció el 1989 i de 1991 a 1995 fou escollit alcalde de Guadix. Durant el seu mandat impulsà la celebració anyal del Cicle Internacional de Guadix Clàssica i va fer reformar l'edifici consistorial. Després es va retirar de la política, encara que tornà breument el 2006 com a assessor de Magdalena Álvarez Arza, aleshores Ministra de Foment.